# Horace Bailey
Horace Bailey (ur. 3 lipca 1881 w Nottingham, zm. 1 sierpnia 1960 w Biggleswade) – brytyjski piłkarz amator, olimpijczyk występujący na pozycji bramkarza. Na igrzyskach olimpijskich 1908 w Londynie zdobył złoty medal.
W 1908 roku wystąpił w 5 spotkaniach pierwszej reprezentacji Anglii.